# 建昌镇 (建昌县)
建昌镇，是中华人民共和国辽宁省葫芦岛市建昌县下辖的一个乡镇级行政单位。

## 行政区划
建昌镇下辖以下地区：
建东社区、建凌社区、建祥社区、建北社区、建学社区、本街村、南营子村和北营子村。